# IC 5061
IC 5061 bezeichnet im Index-Katalog drei scheinbar dicht beieinander liegende Sterne im Sternbild Aquarius auf der Ekliptik. Der Katalogeintrag geht auf eine Beobachtung des französischen Astronomen Guillaume Bigourdan vom 27. Juli 1884 zurück.